# 猛獁 (中土大陸)
猛獁（Mûmakil），西方通用語稱為Oliphaunts，是托爾金奇幻小說裡中土大陸一種類似大象的生物，來自於南方的哈拉德威治，哈拉德林人利用牠們來作戰:190-191。

## 小說描述
《魔戒》第二部《雙城奇謀》中首次提及猛獁。在夏爾的哈比人之間早就有流傳關於這種生物的傳說，山姆·詹吉即吟誦了一首有關猛獁的詩歌，把猛獁形容為「如同屋子般魁偉」。當佛羅多、山姆和咕嚕途經伊西力安之時，意外見識到法拉墨帶著一隊遊俠伏擊哈拉德林人軍隊，其中就包含了一隻載著攻城塔的猛獁，牠由於受到驚嚇而四處奔跑，導致戰鬥雙方不少人都被牠給踩死，這隻猛獁令山姆印象深刻。
在《王者再臨》的剛鐸攻城戰，哈拉德林人利用猛獁載著攻城塔和其他武器圍攻米那斯提力斯的城牆。隨後的帕蘭諾平原戰役裡，洛汗騎士的坐騎只要一靠近猛獁便會立刻停止進攻或後退，因此這些猛獁不僅沒有受到任何攻擊，反成為了哈拉德林人重新集結的陣地，有剛鐸的弓箭手甚被猛獁踩踏而死。戰役結束後，全部的猛獁皆被殺死。當後來山姆得知到這個消息後覺得十分惋惜，且認為這「真是個令人痛惜的損失」。

## 改編
在彼得·傑克森執導的魔戒電影裡，猛獁首次出現於《魔戒二部曲：雙城奇謀》。《魔戒三部曲：王者再臨》的帕蘭諾平原戰役裡更出現大量洛汗騎士與猛獁戰鬥的鏡頭。甚至精靈勒苟拉斯還單獨爬上一隻猛獁的背，將其擊殺。此外猛獁的身上還被用紅色顏料塗著索倫之眼的符號，以展現哈拉德林人對索倫的崇拜。
維塔工作室的設計師們為魔戒電影繪製了不少猛獁的概念插圖，借鑑了現實裡大象、河馬、犀牛等動物的外形。